# Niklas Gudmundsson
Niklas Gudmundsson (Trönninge, 29 februari 1972) is een Zweeds voormalig voetballer die speelde als aanvaller.

## Carrière
Gudmundsson speelde in de jeugd van Trönninge IF en Halmstads BK. In 1988 maakte hij voor Halmstads BK zijn debuut in de eerste ploeg. Hij speelde er tot in 1996 en won de beker in 1995. Hij werd het seizoen erop uitgeleend aan de Engelse club Blackburn Rovers maar kon niet veel speelminuten vergaren door de moordende concurrentie van de kampioenenmakers uit 1994/95; topschutter Alan Shearer en diens spitsbroeder Chris Sutton. Ondanks dat hij weinig speelde tekende hij er een contract, hij werd uitgeleend aan Ipswich Town maar ook hier geraakte hij niet aan speelminuten en keerde terug naar Zweden en ging aan de slag bij Malmö FF.
Hij speelde er tot in 2000 en stapte over naar IF Elfsborg. Met hen won hij in 2001 de beker. Hij stopte als profvoetballer en speelde nog voor Ängelholms FF tot in 2007.
Hij speelde zeven interlands voor Zweden waarin hij niet kon scoren. Hij nam als jeugdinternational deel aan de Olympische Spelen 1992, EK 1992 voor spelers jonger dan 21 en het WK 1991 voor spelers jonger dan 20. Hij nam ook deel met de Zweedse ploeg aan de Umbro Cup.
Zijn zoon Gabriel Gudmundsson is ook voetballer en debuteerde tevens voor Halmstads BK.

## Erelijst
- Halmstads BK
  - Zweedse voetbalbeker: 1995
- IF Elfsborg
  - Zweedse voetbalbeker: 2001

1 Ekholm ·
2 Johansson ·
3 Björklund ·
4 Apelstav ·
5 Alexandersson ·
6 Mild ·
7 P. Andersson  ·
8 Landberg ·
9 Furth ·
10 Rödlund ·
11 Brolin ·
12 Svensson ·
13 Jansson ·
14 Moberg ·
15 Lilius ·
16 Nilsson ·
17 A. Andersson ·
18 Simpson ·
19 Gudmundsson ·
20 Axeldal ·
Coach: N. Andersson